# Karbach (Unterfranken)
Karbach er en købstad (markt) i Landkreis Main-Spessart i regierungsbezirk Unterfranken i den tyske delstat Bayern. Den er en del af Verwaltungsgemeinschaft Marktheidenfeld.

## Geografi
Karbach ligger i Region Würzburg.

## Geschichte
Byen var en del af højstiftet Würzburg og kom ved Reichsdeputationshauptschluss 1803 under grevskabet Löwenstein-Wertheim. I 1819 blev den en del af Bayern.